# Горње Ново Село (Ђаковица)
Горње Ново Село (алб. Novosellë e Epërme) је насељено место у општини Ђаковица, на Косову и Метохији. Према попису становништва из 2011. у насељу је живео 691 становник.

## Становништво
Према попису из 2011. године, Горње Ново Село има следећи етнички састав становништва:
| Националност | 2011.        |
| Албанци      | 691 (100,0%) |
| Укупно       | 691          |

| Демографија | Демографија | Демографија |
| Година      | Становника  | Становника  |
| ----------- | ----------- | ----------- |
| 1948.       | 409         |             |
| 1953.       | 481         |             |
| 1961.       | 584         |             |
| 1971.       | 742         |             |
| 1981.       | 899         |             |
| 1991.       | 949         |             |
| 2011.       | 691         |             |